# 대한민국의 농공단지 목록
다음은 대한민국의 농공단지 목록에 정리한 것이다.

## 부산광역시
- <정관농공단지>

## 대구광역시
- 구지농공단지
- 옥포농공단지

## 광주광역시
- 소촌농공단지

## 울산광역시
- 달천농공단지
- 두서농공단지
- 두동농공단지
- 상북농공단지

## 세종특별자치시
- 노장농공단지
- 부용농공단지
- 응암농공단지
- 청송농공단지

## 경기도
- 미양농공단지

## 강원도
- 갈말농공단지
- 거두농공단지
- 고성해양심층수전용농공단지
- 공근농공단지
- 귀둔농공단지
- 근덕농공단지
- 김화농공단지
- 당림농공단지
- 대포제1농공단지
- 대포제2농공단지
- 대포제3농공단지
- 도계농공단지
- 동송농공단지
- 동화농공단지
- 묵계농공단지
- 문막농공단지
- 방림농공단지
- 북방농공단지
- 상오안농공단지
- 수동농공단지
- 양덕원농공단지
- 양양제2그린농공단지
- 영월농공단지
- 영월제3농공단지
- 예미농공단지
- 우천농공단지
- 우천제2농공단지
- 원천농공단지
- 원통농공단지
- 장성농공단지
- 주문진농공단지
- 주문진제2농공단지
- 증산농공단지
- 창촌농공단지
- 철암농공단지
- 태장농공단지
- 퇴계농공단지
- 팔괴농공단지
- 평창농공단지
- 포월농공단지
- 하리농공단지
- 함백농공단지
- 향목농공단지
- 화전농공단지

## 충청북도
- 가금농공단지
- 가주농공단지
- 강저농공단지
- 고암농공단지
- 광혜원농공단지
- 광혜원제2농공단지
- 괴산농공단지
- 괴산발효식품농공단지
- 구일농공단지
- 금성농공단지
- 금왕농공단지
- 내수농공단지
- 대강농공단지
- 덕산농공단지
- 도안농공단지
- 동이농공단지
- 매포자원순환농공단지
- 문백전기·전자농공단지
- 법화농공단지
- 보은농공단지
- 봉양농공단지
- 사리농공단지
- 삼성농공단지
- 삼승농공단지
- 송학농공단지
- 양화농공단지
- 영동농공단지
- 옥천농공단지
- 옥천의료기기농공단지
- 용산농공단지
- 용탄농공단지
- 음성농공단지
- 이원농공단지
- 이월농공단지
- 이월전기·전자농공단지
- 장안농공단지
- 적성농공단지
- 주덕농공단지
- 증평농공단지
- 진천농공단지
- 청산농공단지
- 초평농공단지
- 현도농공단지

## 충청남도
- 가야곡2농공단지
- 가야곡농공단지
- 갈산2전문농공단지
- 갈산전문농공단지
- 강경농공단지
- 검상농공단지
- 결성전문농공단지
- 계룡농공단지
- 계룡제2산업단지
- 고덕농공단지
- 고북농공단지
- 관작전문농공단지
- 광천김특화농공단지
- 광천농공단지
- 구항농공단지
- 금성농공단지
- 노성특화농공단지
- 당진농공단지
- 대천농공단지
- 도고농공단지
- 동면농공단지
- 동산농공단지
- 둔포농공단지
- 둔포제2농공단지
- 득산농공단지
- 면천농공단지
- 명천자동차전문단지
- 목천농공단지
- 배미농공단지
- 백석농공단지
- 보물농공단지
- 복수농공단지
- 비봉농공단지
- 삽교전문농공단지
- 서천김가공특화단지
- 석문농공단지
- 성연농공단지
- 송악농공단지
- 수석농공단지
- 신암농공단지
- 신인농공단지
- 신창농공단지
- 신평농공단지
- 양지농공단지
- 양지제2농공단지
- 연무농공단지
- 연산농공단지
- 영인농공단지
- 예덕농공단지
- 예산농공단지
- 우성농공전문단지
- 운곡2농공단지
- 운곡농공단지
- 웅천농공단지
- 웅천석재농공단지
- 월미2농공단지
- 월미농공단지
- 유구농공단지
- 은산패션전문농공단지
- 은진농공단지
- 은하농공단지
- 은하전문농공단지
- 응봉농공단지
- 의당복합농공단지
- 인삼약초특화농공단지
- 장기농공단지
- 장항원수농공단지
- 장항원수제2농공단지
- 정산농공단지
- 정안1농공단지
- 정안2농공단지
- 종천2농공단지
- 종천농공단지
- 주산농공단지
- 주포농공단지
- 주포제2농공단지
- 증곡전문농공단지
- 직산농공단지
- 청소농공단지
- 추부농공단지
- 탕정농공단지
- 태안농공단지
- 학당농공단지
- 한진농공단지
- 합덕농공단지
- 화성농공단지

## 전라북도
- 가남농공단지
- 고부농공단지
- 고수농공단지
- 광치1농공단지
- 광치2농공단지
- 낭산농공단지
- 노암농공단지
- 노암제2농공단지
- 노암제3농공단지
- 농소농공단지
- 대동전문농공단지
- 만경농공단지
- 무주농공단지
- 무주제2농공단지
- 백구농공단지
- 복분자농공단지
- 봉황농공단지
- 부안농공단지
- 부안제2농공단지
- 부안제3농공단지
- 북면농공단지
- 삼기농공단지
- 서수농공단지
- 서흥농공단지
- 성산농공단지
- 소성특화농공단지
- 신용전문농공단지
- 신태인농공단지
- 신평농공단지
- 쌍암농공단지
- 아산농공단지
- 안성농공단지
- 어현농공단지
- 오수농공단지
- 옥구농공단지
- 왕궁농공단지
- 월촌농공단지
- 이서특별농공단지
- 인계농공단지
- 인월농공단지
- 임실농공단지
- 임실제2농공단지
- 임피농공단지
- 장계농공단지
- 장수농공단지
- 줄포농공단지
- 진안연장농공단지
- 진안제2농공단지
- 진안홍삼한방농공단지
- 천천농공단지
- 철도산업농공단지
- 태인농공단지
- 풍산농공단지
- 풍산제2농공단지
- 함열농공단지
- 황등농공단지
- 황산농공단지
- 흥덕농공단지

## 전라남도
- 간전농공단지
- 겸면농공단지
- 고군농공단지
- 군내농공단지
- 군서농공단지
- 군서농공단지
- 금성농공단지
- 금천농공단지
- 남평농공단지
- 노안농공단지
- 능주농공단지
- 대서농공단지
- 도곡농공단지
- 동강특화농공단지
- 동면농공단지
- 동면제2농공단지
- 동수농공단지
- 동화농공단지
- 동화전자종합농공단지
- 땅끝해남식품특화단지
- 마량농공단지
- 몽탄특화농공단지
- 무정농공단지
- 문평농공단지
- 미력농공단지
- 벌교농공단지
- 봉황농공단지
- 산정농공단지
- 삼계농공단지
- 삼향농공단지
- 석곡농공단지
- 신북농공단지
- 에코-하이테크농공단지
- 영광식품산업특화단지
- 영암특화농공단지
- 오량농공단지
- 옥천농공단지
- 완도농공단지
- 완도해양생물특화단지
- 운곡특화농공단지
- 이양농공단지
- 일로농공단지
- 입면농공단지
- 장평농공단지
- 장평제2농공단지
- 장흥농공단지
- 조성농공단지
- 주암농공단지
- 죽청농공단지
- 지도농공단지
- 청계2농공단지
- 청계농공단지
- 칠곡농공단지
- 칠량농공단지
- 풍양농공단지
- 학교농공단지
- 학교명암축산특화농공단지
- 함평농공단지
- 해룡선월지구농공단지
- 해보농공단지
- 화순식품단지
- 화양농공단지
- 화양한옥농공단지
- 화원조선농공단지

## 경상북도
- 가은농공단지
- 가은제2농공단지
- 감문농공단지
- 개진농공단지
- 건천농공단지
- 고경농공단지
- 고아농공단지
- 고아제2농공단지
- 공성농공단지
- 군위농공단지
- 기산농공단지
- 남선농공단지
- 남영양농공단지
- 남후농공단지
- 내남농공단지
- 다인농공단지
- 단밀농공단지
- 대광농공단지
- 도남농공단지
- 마성농공단지
- 문수농공단지
- 반구전문농공단지
- 본촌농공단지
- 봉양농공단지
- 봉현농공단지
- 봉화농공단지
- 봉화제2농공단지
- 북안농공단지
- 산동농공단지
- 산양농공단지
- 산양제2농공단지
- 서면농공단지
- 선남농공단지
- 성주농공단지
- 쌍림농공단지
- 아포농공단지
- 안강농공단지
- 영덕농공단지
- 영덕로하스특화농공단지
- 영덕제2농공단지
- 영순농공단지
- 영순제2농공단지
- 예천농공단지
- 예천제2농공단지
- 외답농공단지
- 외동농공단지
- 울진농공단지
- 월항농공단지
- 유곡농공단지
- 의성농공단지
- 장수농공단지
- 적서농공단지
- 죽변해양바이오농공단지
- 지례농공단지
- 청도농공단지
- 청하농공단지
- 칠곡농기계특화농공단지
- 평해농공단지
- 풍각농공단지
- 풍산농공단지
- 함창농공단지
- 함창제2농공단지
- 해평농공단지
- 화동농공단지
- 화산농공단지
- 화서농공단지
- 화서제2농공단지
- 효령농공단지
- 휴천농공단지

## 경상남도
- 가야농공단지
- 고전농공단지
- 고현농공단지
- 곤양농공단지
- 군북농공단지
- 금서농공단지
- 금서제2농공단지
- 금성조선농공단지
- 나전농공단지
- 남산농공단지
- 남지농공단지
- 내삼농공단지
- 당산농공단지
- 대곡농공단지
- 대미농공단지
- 대지농공단지
- 대합농공단지
- 동동농공단지
- 두량전문농공단지
- 마동농공단지
- 모로농공단지
- 미전농공단지
- 법수농공단지
- 병동농공단지
- 본산농공단지
- 봉림농공단지
- 봉수농공단지
- 부림농공단지
- 부북특별농공단지
- 사남농공단지
- [사봉농공단지]]
- 산인농공단지
- 산청농공단지
- 상남특별농공단지
- 생물산업전문농공단지
- 서리전문농공단지
- 서울우유농공단지
- 석강농공단지
- 석강제2농공단지
- 세송농공단지
- 송진전문농공단지
- 송포농공단지
- 수동농공단지
- 승강기전문농공단지
- 실크전문농공단지
- 안의전문농공단지
- 안의제2농공단지
- 안하농공단지
- 야로농공단지
- 웅상농공단지
- 원평농공단지
- 율곡농공단지
- 율대농공단지
- 이반성농공단지
- 이은농공단지
- 인산죽염항노화지역특화농공단지
- 장암농공단지
- 적량농공단지
- 적중농공단지
- 정곡농공단지
- 정장농공단지
- 제대농공단지
- 제일농공단지
- 진교농공단지
- 진북농공단지
- 진성농공단지
- 진영죽곡농공단지
- 초동특별농공단지
- 축동구호농공단지
- 춘화농공단지
- 칠원용산농공단지
- 칠원운서농공단지
- 파수농공단지
- 하계농공단지
- 하남농공단지
- 한내조선특화농공단지
- 함양중방전문농공단지
- 향촌삽재농공단지
- 화현농공단지
- 황사농공단지
- 회화농공단지

## 제주특별자치도
- 구좌농공단지
- 금능농공단지
- 대정농공단지